# Derradji Bousselah
Derradji Bousselah (em árabe: دراحي بوصلاح) é uma cidade e comuna localizada na província de Mila, Argélia. Segundo o censo de 2008, a população total da cidade era de 10 013 habitantes.